# Paul Seelig
Pour les articles homonymes, voir Seelig.
Paul Seelig, né à Copenhague (Danemark) le 5 octobre 1900, décédé à Cannes, en France, le 1er juin 1931, est un acteur suédois. Fils de l'acteur Emil van der Osten et actrice Lotten Lundberg-Seelig.
Il est le fils de l'acteur et animateur Emil van der Osten (1848-1905) et de l'actrice Lotten Lundberg-Seelig (1867-1924). Paul Seelig quitte la Suède à la fin des années 1920, d'abord pour tourner en Allemagne, puis pour la Paramount à Paris. Au cours de l'été 1931, il est tué en France dans des circonstances encore inconnues.

## Filmographie partielle
- 1913 : En pojke i livets strid, de Mauritz Stiller
- 1921 : En vildfågel, de John W. Brunius
- 1922 : L'Épreuve du feu (Vem dömer?), de Victor Sjöström
- 1925 : Karl XII, de John W. Brunius
- 1927 : Arnljot
- 1931 : Trådlöst och kärleksfullt
- 1931 : Generalen